# AN/TPQ-53 레이더
AN/TPQ-53은 미국 록히드 마틴이 개발한 S 밴드 AESA 대포병 레이더이다. 처음엔 AN/TPQ-36 레이더를 업그레이드한 모델이라는 의미로, EQ-36(Enhanced TPQ-36)이라고 불렸다. 미군의 구형 AN/TPQ-36 레이더, AN/TPQ-37 레이더를 대체했다.
2009년 7월 2일 미군 실전사용 승인을 받았으며, 대당 가격은 1,300만 달러이며, 109대가 생산되었다. 미군은 180대를 도입할 계획이다.